# Лаас (Атлантические Пиренеи)
Лаа́с (фр. Laàs) — коммуна во Франции, находится в регионе Аквитания. Департамент — Атлантические Пиренеи. Входит в состав кантона Ортез и Тер-де-Гав и дю Сель. Округ коммуны — Олорон-Сент-Мари.
Код INSEE коммуны — 64287.

## География

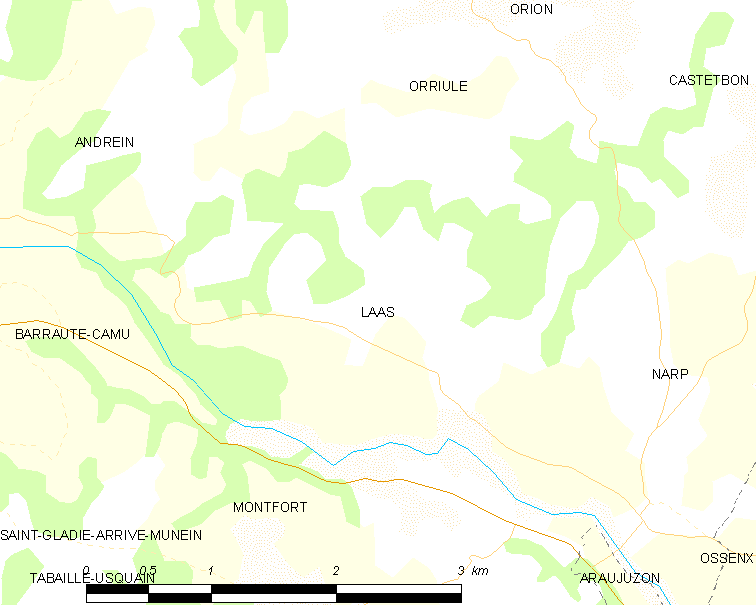
Карта коммуны

Коммуна расположена приблизительно в 660 км к югу от Парижа, в 165 км южнее Бордо, в 40 км к западу от По.
На юге коммуны протекает река Гав-д’Олорон.

### Климат
Климат тёплый океанический. Зима мягкая, средняя температура января — от +5°С до +13°С, температуры ниже −10 °C бывают редко. Снег выпадает около 15 дней в году с ноября по апрель. Максимальная температура летом порядка 20-30 °C, выше 35 °C бывает очень редко. Количество осадков высокое, порядка 1100 мм в год. Характерна безветренная погода, сильные ветры очень редки.

## Население
Население коммуны на 2010 год составляло 112 человек.
| 1962 | 1968 | 1975 | 1982 | 1990 | 1999 | 2010 |
| ---- | ---- | ---- | ---- | ---- | ---- | ---- |
| 160  | 150  | 152  | 146  | 135  | 125  | 112  |

## Администрация
| Период | Период | Фамилия       | Партия                                   | Примечания                               |
| ------ | ------ | ------------- | ---------------------------------------- | ---------------------------------------- |
| 1983   | 2020   | Жак Педеонтаа | Разные правые → Демократическое движение | генеральный советник кантона с 1992 года |

## Экономика
В 2010 году среди 63 человек трудоспособного возраста (15-64 лет) 43 были экономически активными, 20 — неактивными (показатель активности — 68,3 %, в 1999 году было 78,4 %). Из 43 активных жителей работали 38 человек (24 мужчины и 14 женщин), безработных было 5 (0 мужчин и 5 женщин). Среди 20 неактивных 3 человека были учениками или студентами, 12 — пенсионерами, 5 были неактивными по другим причинам.

## Достопримечательности
- Церковь Св. Варфоломея (XIX век)[4]

## Фотогалерея

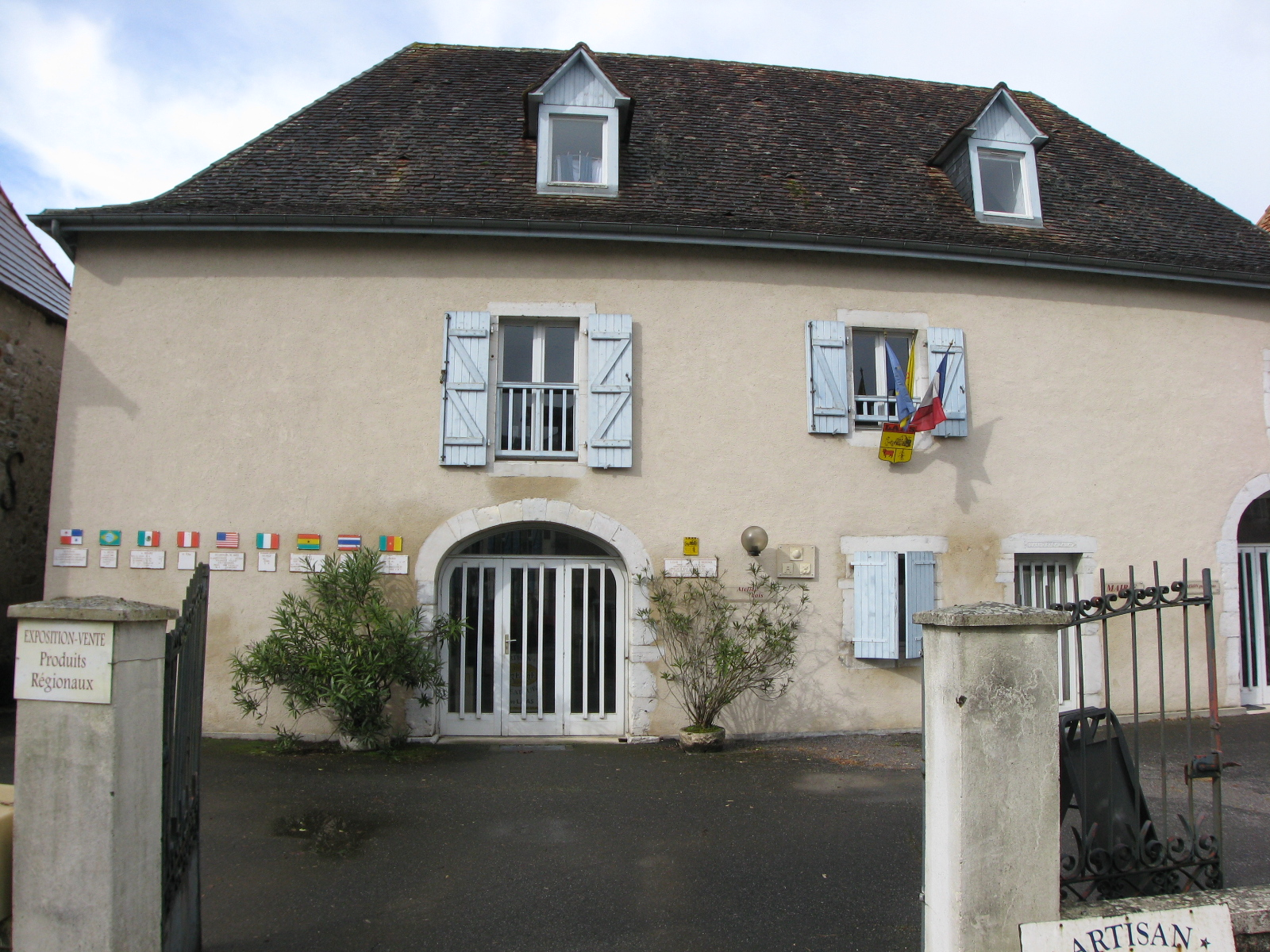
Мэрия
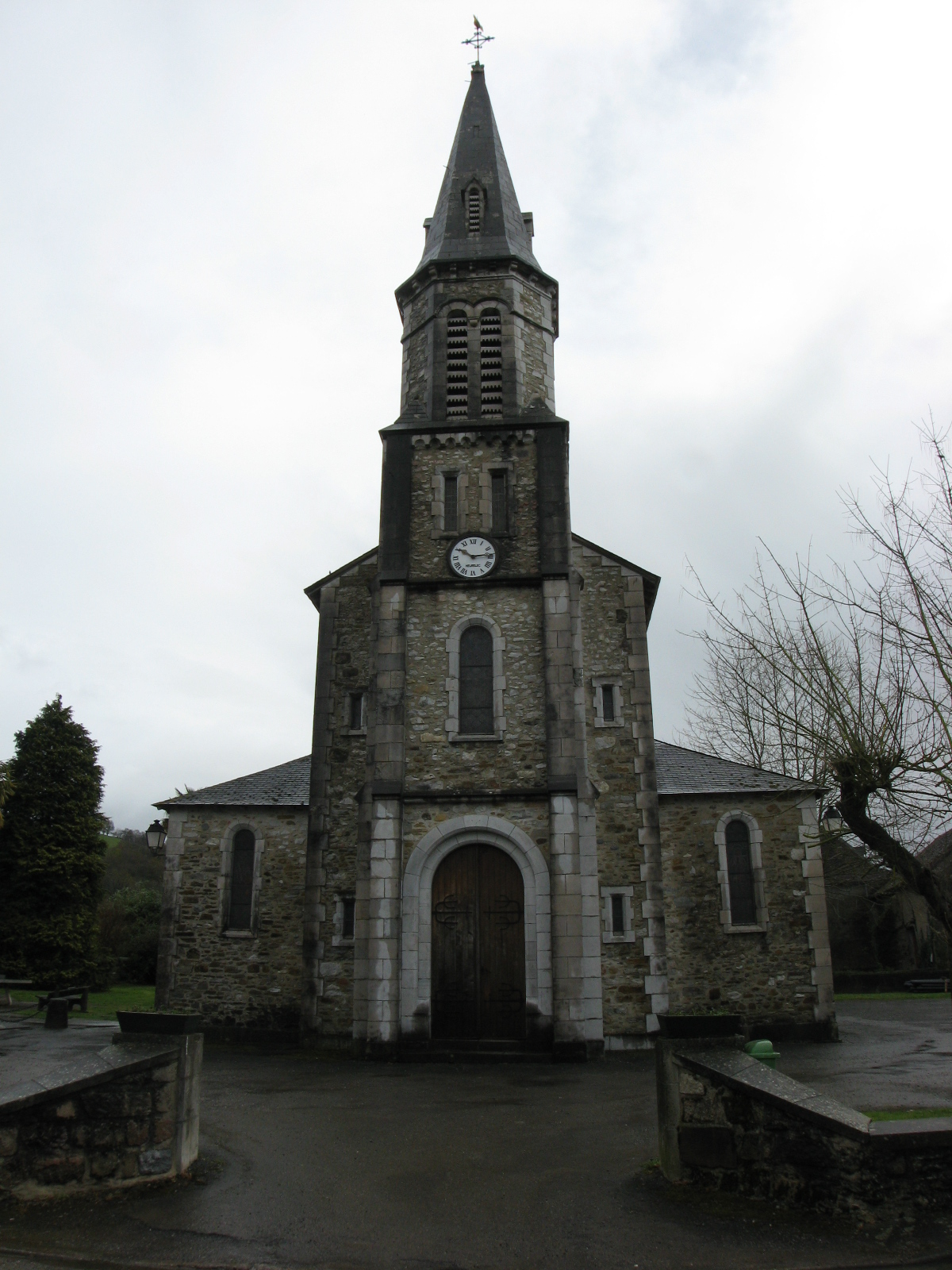
Церковь Св. Варфоломея
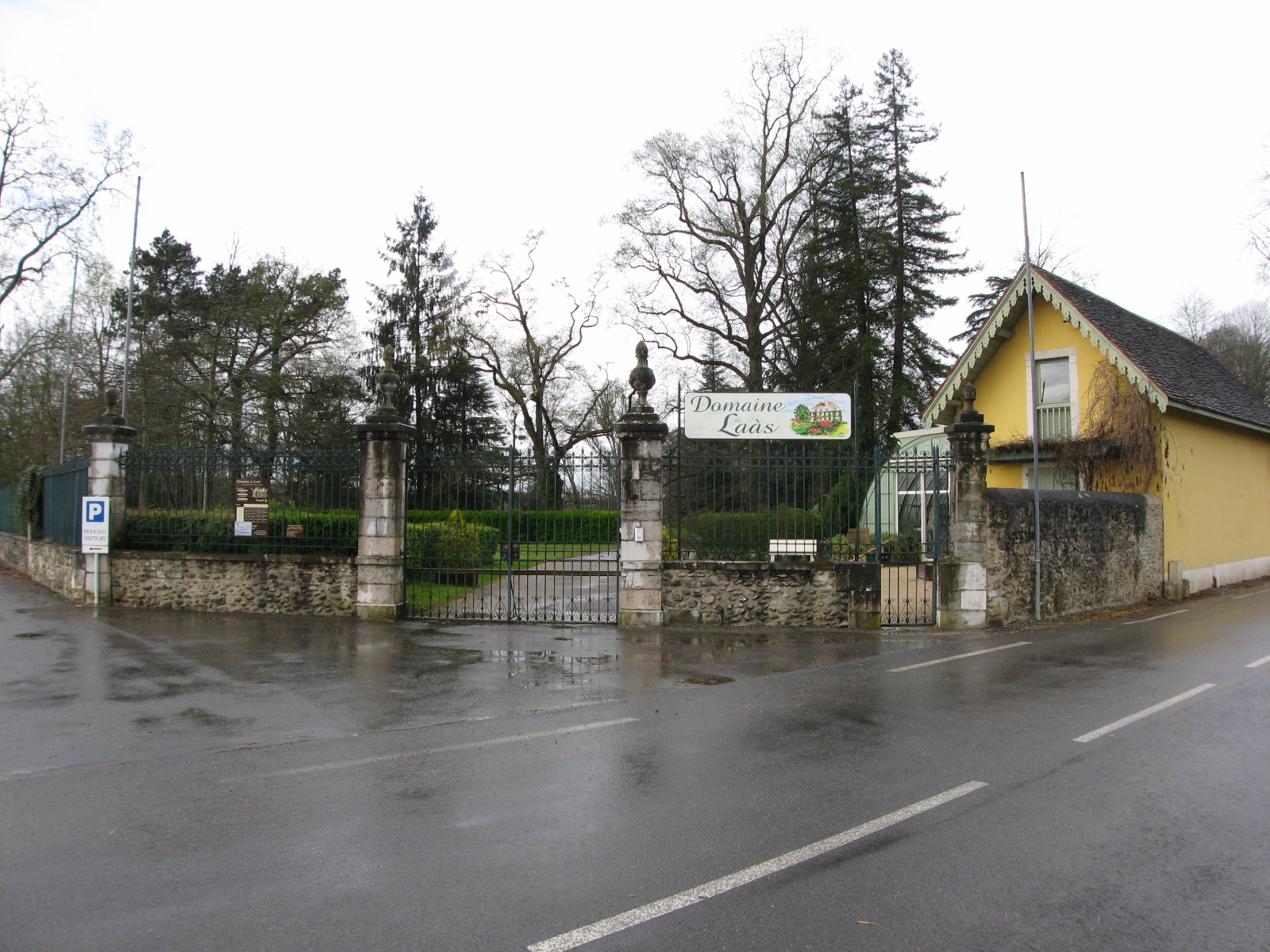
Замок Лаас
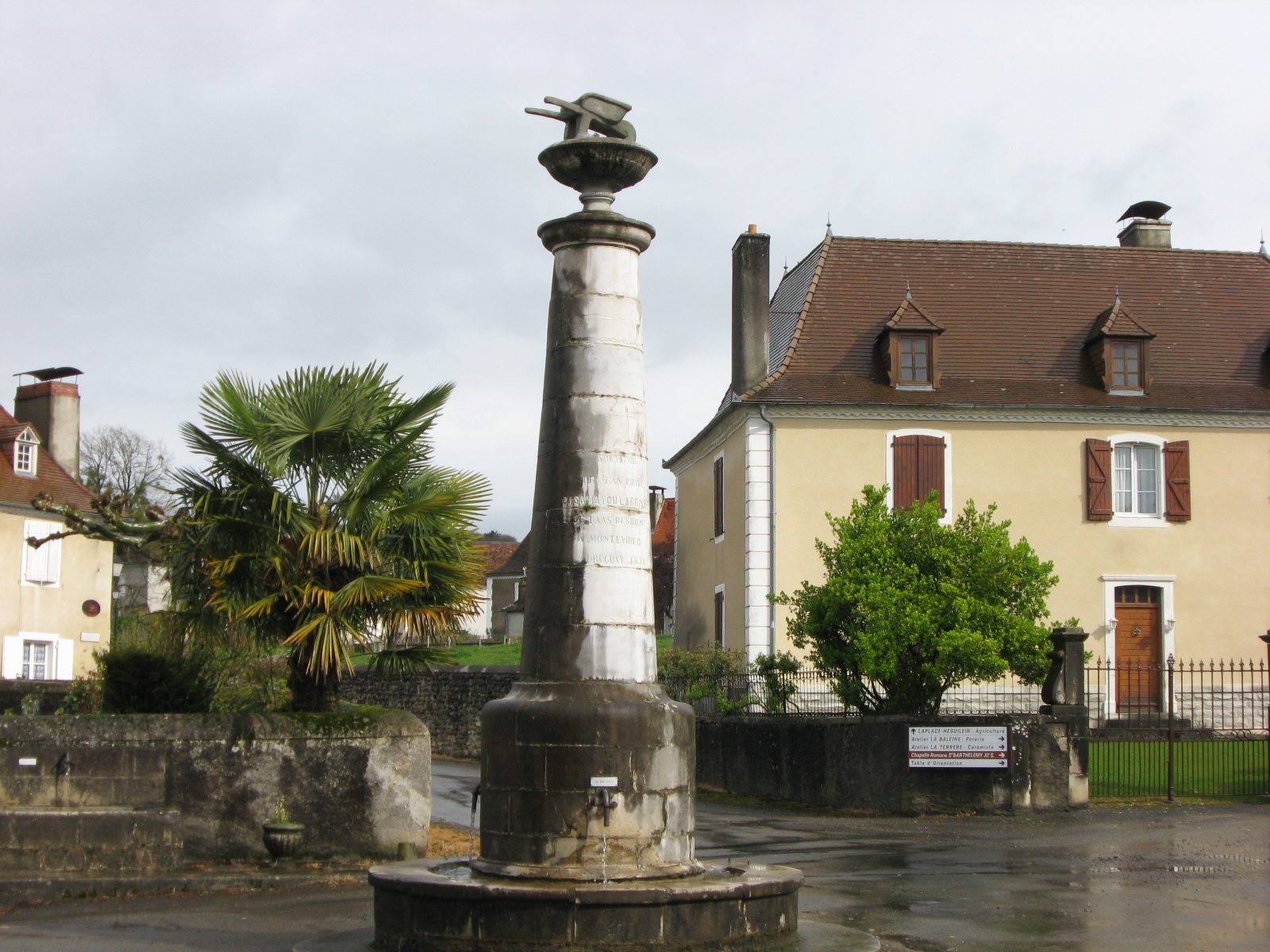
Монумент
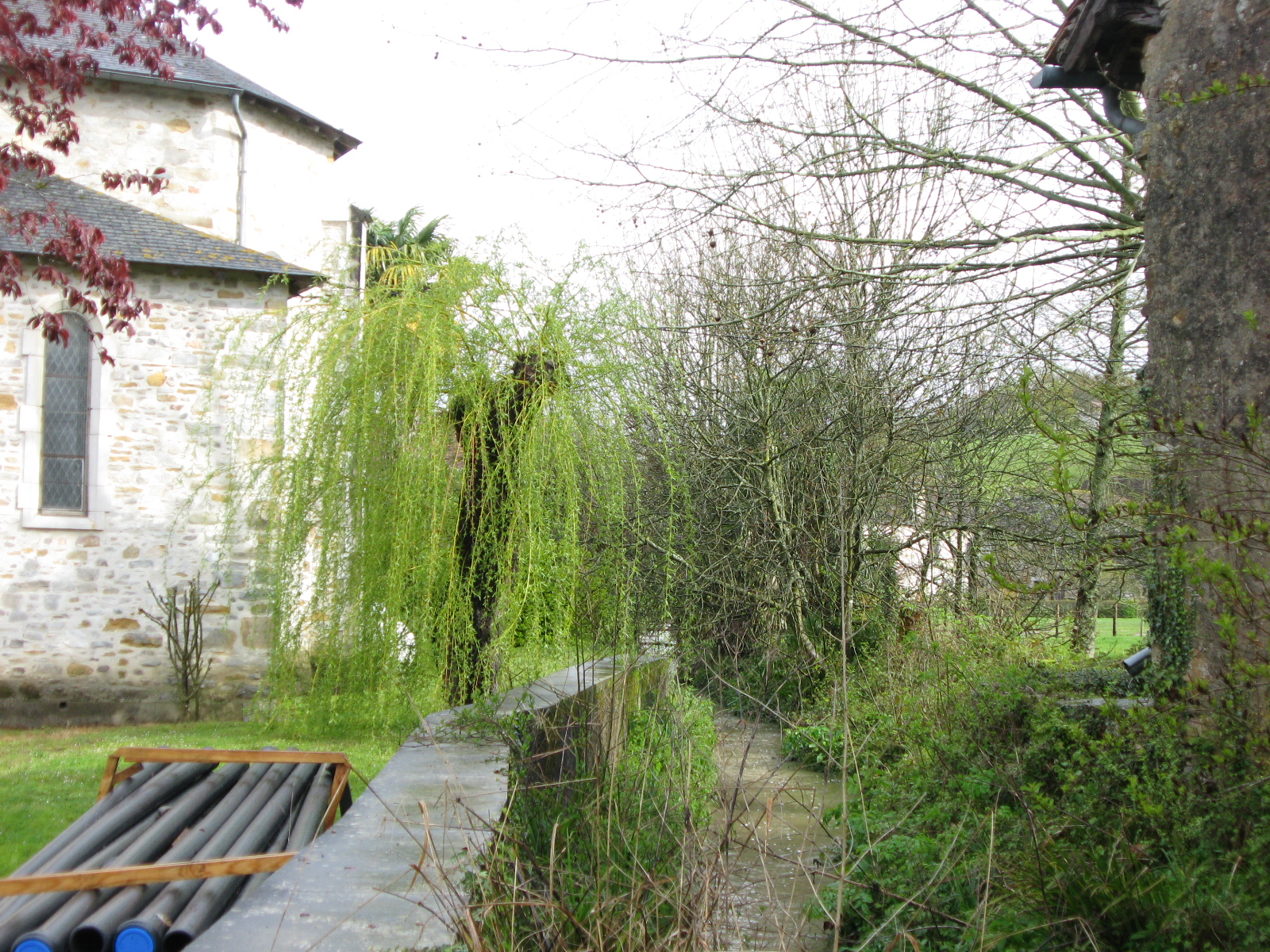
Река Аррью